# منوچهر یزدان‌بخش
منوچهر یزدان‌بخش سپهبد نیروی هوایی ارتش که در تاریخ ۲۸ بهمن ۱۳۵۷ به دستور خلخالی و تأیید روح‌الله خمینی در پشت بام مدرسه رفاه اعدام شد.